# Abdoulaye Maïga
Abdoulaye Maïga (Bamako, 20 de dezembro de 1988) é um futebolista profissional malinês que atua como defensor.

## Carreira
Abdoulaye Maïga representou o elenco da Seleção Malinesa de Futebol no Campeonato Africano das Nações de 2012.

## Títulos
Mali
- Campeonato Africano das Nações: 2012 - 2º Lugar